# 派·崔諾
哈洛德·約瑟夫·「派」·崔諾（英語：Harold Joseph "Pie" Traynor, 1898年11月11日—1972年3月16日），為美國職棒大聯盟匹茲堡海盜的三壘手。1948年入選名人堂。

## 職業生涯
1920年，崔諾以游擊手位置出發，在小聯盟打球。該年9月15日，他於匹茲堡海盜初登板。前2年，崔諾的出賽場次不多。1921年，崔諾在小聯盟繳出3成36打擊率的亮眼成績，但是卻發生了64次守備失誤。
1922年，崔諾轉為三壘手。該年打擊率為2成82，81分打點。他後來聽從羅傑·霍斯比的建議，改用較重的棒子打擊。隔年他的打擊率上升至3成38，擊出12轟，101分打點。
1925年，崔諾的打擊率為3成20，106分打點。海盜順利以8場半的勝差打敗巨人拿下國聯冠軍。在世界大賽中，崔諾的打擊率為3成46。面對參議員王牌華特·強森還擊出一支全壘打。海盜最終七戰勝出。崔諾在該年製造41次雙殺為國聯三壘手的紀錄，直到25年後才被打破。
1927年，海盜再度拿下國聯冠軍，但是在世界大賽不敵洋基隊。1928年，崔諾的打擊率為3成37，124分打點為生涯新高。1929年，他的打擊率更是高達3成56。
1930年，崔諾的打擊率3成66為生涯新高。1931年，大聯盟改變比賽用球，崔諾的打擊率下滑至2成98。儘管打擊率下滑，崔諾還是支持大聯盟改變用球的規定。1933年，大聯盟首度舉行明星賽，崔諾也以候補球員身分入選。
1934年為崔諾最後一個完整球季。他以先發三壘手身分入選明星賽。1934年，他在一次傳球時傷到手臂，影響他的棒球生涯。崔諾最後於1937年退休。

## 晚年
退休後，崔諾轉為海盜球探。1948年，他被全美棒球記者協會入選名人堂，是大聯盟史上被全美棒球記者協會提名的三壘手。1972年，他的20號球衣被海盜隊退休。球衣退休後不久，崔諾以73歲之齡辭世。
1999年，The Sporting News將崔諾評為大聯盟百大傑出球星第70名。他也被提名至大聯盟世紀球隊名單中。棒球歷史學家Bill James在史上傑出三壘手的排行榜中，將崔諾排名第15。

## 外部連結
- 球員資訊和成績在MLB，ESPN，Baseball-Reference，Fangraphs，The Baseball Cube（英文）